# Jackie Ashley
Jacqueline Ashley (née le 10 septembre 1954) est une journaliste et animatrice de télévision anglaise.

## Biographie
Ashley est née à St Pancras, Londres, dans la famille de Pauline Kay (née Crispin) et de Jack Ashley, baron Ashley de Stoke, député travailliste à la Chambre des communes pour Stoke-on-Trent South.

## Carrière
Comme son père était député, Jackie s'est intéressée à la politique dès son plus jeune âge et a décidé de devenir journaliste.
À l'Université d'Oxford, Jackie a étudié la politique, la philosophie et l'économie avant de rejoindre la BBC en tant que stagiaire en 1979, où elle a travaillé sur des émissions de radio telles que World at One. Deux ans plus tard, elle rejoint Newsnight en tant que productrice et lectrice de nouvelles. La carrière télévisuelle de Jackie s'est poursuivie jusqu'en 1999 et a inclus des travaux pour Channel 4 puis ITN en tant que correspondant politique.